# Lilian Studer

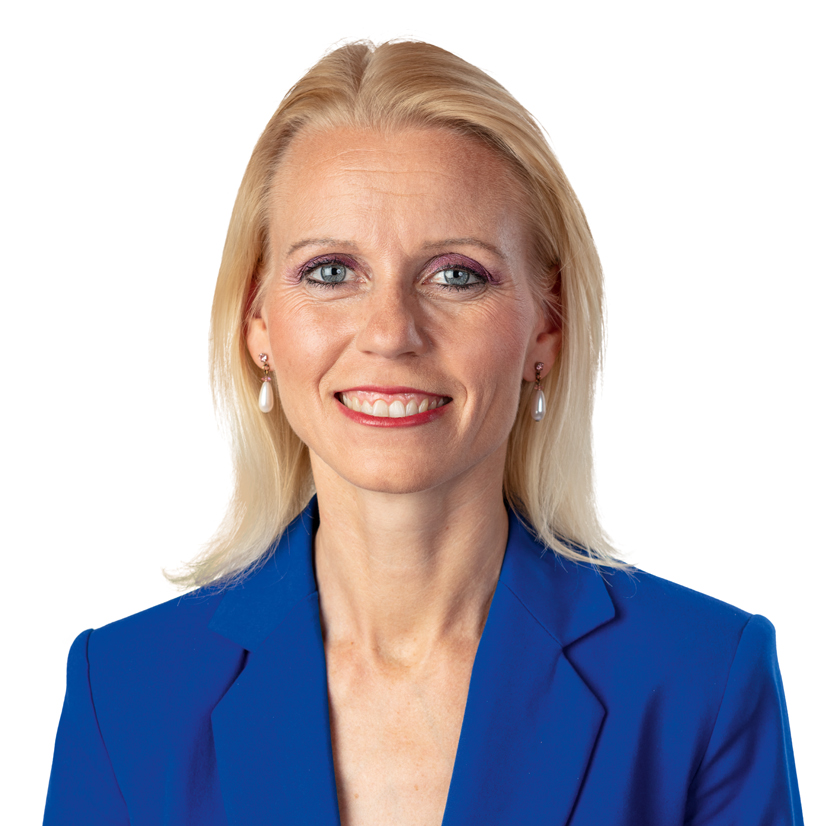
Lilian Studer (2019)

Lilian Studer (* 20. Dezember 1977 in Baden; heimatberechtigt in Gondiswil) ist eine Schweizer Politikerin (EVP). Seit 2021 ist sie Präsidentin der EVP Schweiz, von 2019 bis 2023 war sie Nationalrätin. 

## Biografie
Lilian Studer ist die Tochter des Alt-Nationalrats Heiner Studer. Sie ist in Wettingen aufgewachsen und ist ausgebildete Lehrerin für Textiles Werken. Von 2014 bis 2021 war sie Geschäftsführerin des Blauen Kreuzes Aargau.
Den Verein Benevol Aargau, Fach- und Vermittlungsstelle Freiwilligenarbeit, präsidierte sie zwischen 2009 und 2018. Als Beirätin war sie bei Palliative Aargau dabei. Beide Organisationen sind Bereiche, wo sie auch politisch engagiert ist.
2004 war Studer Mitbegründerin der Jungen EVP Schweiz und hatte zwischen 2004 und 2009 das Präsidium inne.
Im August 2002 wurde sie für die zurücktretende Elsbeth Zimmermann Grossrätin für die EVP im Aargauischen Grossen Rat. Dort politisierte sie mehr als 17 Jahre, bis zu ihrer Wahl in den Nationalrat. Zwischen 2011 und 2016 war Lilian Studer Fraktionspräsidentin der EVP. Von 2017 bis kurz vor ihrem Ausscheiden aus dem Grossen Rat war sie Fraktionspräsidentin der EVP-BDP-Fraktion. Ab 2017 präsidierte sie die Kommission für Justiz.
Bei den Nationalratswahlen vom 20. Oktober 2019 wurde Studer für die EVP in den Nationalrat gewählt. Sie gab bekannt, dass sie aus dem Grossen Rat zurücktreten wird. Nachfolger im Grossen Rat wurde Lutz Fischer. Bei den Wahlen 2023 wurde Studer nicht wiedergewählt. Im Nationalrat war sie Mitglied in der Kommission für Wissenschaft, Bildung und Kultur und in der Geschäftsprüfungskommission.
Am 19. Juni 2021 wurde Studer als Nachfolgerin von Marianne Streiff-Feller zur Präsidentin der EVP Schweiz gewählt.
Studer ist schweizerisch-norwegische Doppelbürgerin und wohnt in Wettingen.